# Filipa Azevedo
Filipa Daniela Azevedo de Magalhães, född 31 juli 1991 i Gondomar, är en portugisisk sångerska.

## Eurovision Song Contest 2010
Den 7 mars 2010 vann Azevedo Festival da Canção 2010 efter att ha fått flest jurypoäng, och fjärde bästa tittarpoäng, I den portugisiska uttagningen. Azevedo representerade Portugal i Eurovision Song Contest 2010 i Oslo med låten Há dias assim i den första semifinalen, 25 maj 2010.